# Suzanne (Leonard Cohen)
Suzanne és una cançó escrita pel poeta canadenc i músic Leonard Cohen. La lletra té el seu origen en el poema "Suzanne Takes you down" inclòs en el llibre de poemes Parasites of Heaven (1966), com moltes altres peces del seu primer àlbum Songs of Leonard Cohen. Aquesta cançó va ser enregistrada per Judy Collins el mateix any que va aparèixer el recull i per Noel Harrison i el mateix Cohen el 1967.

## Presentació
Leonard Cohen precisava, en una entrevista per a la BBC el 1994, que la cançó parla d'una trobada que va tenir amb Suzanne Verdal, l'esposa de l'escultor Armand Vaillancourt. L'escena passa a Montreal, com ho testimonien diversos elements: el riu Sant Llorenç i la petita capella al costat del port, anomenada Notre-Dame-de-Bon-Secours, que li toca el sol de llevant.
Suzanne Verdal va ser entrevistada per la CBC el 2006, quan vivia dins del seu cotxe a Venice Beach, Califòrnia i afirmava que no va tenir mai relacions sexuals amb Cohen, contràriament a allò que diverses interpretacions de la cançó ens porten a pensar. Cohen mateix va dir el 1994 a la BBC que només havia recreat un encontre carnal imaginari amb Suzanne Verdal. Va afegir que mai van tenir l'ocasió ni les ganes de comprometre's en una relació. Verdal, al seu torn, va dir que havia trobat dues vegades Cohen després que la cançó hagués tingut èxit: una vegada després d'un concert en els anys 1970 i una altra durant la dècada de 1990 quan Cohen no li va dir res, potser perquè no la va reconèixer.

## Versions
Suzanne ha estat versionada per diferents artistes, entre els quals destaquen:
- Judy Collins en l'àlbum "In My Life" (1966).
- Herman van Veen versionada a l'holandès en el single "Suzanne" (1969).
- Fabrizio de André versiona Suzanne a l'italià al single Suzanne/Giovanna D'Arco (1972); la cara B conté una altra versió de Cohen, de la peça Joan of Arc.
- Joan Baez en tres àlbums diferents, així com en el concert de Bob Dylan de Renaldo & Clara.
- Neil Diamond en l'àlbum Stones (1971).
- Roberta Flack en l'àlbum Killing Me Softly (1973).
- Peter Gabriel en l'àlbum d'homenatge Tower of Song (1995).
- Genesis (un grup nord-americà dels anys 1960, que no s'ha de confondre amb l'homònim anglès i més conegut), com a cara B del single Angeline (1968).
- George Hamilton IV en l'àlbum In the 4th Dimension (1969).
- Nana Mouskouri en l'àlbum Fille du Soleil (2002).
- Geoffrey Oryema en l'àlbum d'homenatge I'm Your Fan (1991).
- Pearls Before Swine en l'àlbum Balaklava (1968).
- Nina Simone en l'àlbum To Love Somebody (1969).
- Fairport Convention en l'àlbum "Fairport Convention - FC" (1968).
- El músic findlandès Hector va fer una versió en fines.
- La cantant francesa Francoise Hardy va gravar la traducció francesa de la cançó en el seu àlbum de 1968 Comment te dire adieu.
- Toti Soler en va fer una versió catalana el 1972, represa pel grup alcoià Arthur Caravan en llur primer disc (2010).
- Bomb en l'àlbum Hate-Fed Love (1992).
- En el film Salvador apareix també una versió de Suzanne.

- Tot i que no es pot considerar estrictament una versió, el tema Hope del grup estatunidenc R.E.M. (de l'àlbum Up, 1998) està tan explícitament inspirat en aquesta cançó, que la mateixa banda decidí compartir els crèdits de composició amb Leonard Cohen.